# یولیا تیموشنکو
یولیا ولودیمیریونا تیموشنکو (به اوکراینی: Ю́лія Володи́мирівна Тимоше́нко)‏ (۲۷ نوامبر ۱۹۶۰ در دنیپروپتروفسک) سیاستمدار و بازرگان اوکراینی است که در دو نوبت؛ یک بار در سال ۲۰۰۵ و بار دوم از ۲۰۰۷ تا ۲۰۱۰ نخست‌وزیر اوکراین بود. او رهبر «حزب میهن» است که در انتخابات پارلمانی سال ۲۰۱۲ این کشور با کسب ۱۰۱ کرسی از مجموع ۴۵۰ کرسی دومین حزب موفق بود.
تیموشنکو در جریان انقلاب نارنجی مردم اوکراین از اعتراض‌کننده‌ها به نتایج انتخابات ریاست جمهوری، و از همراهان ویکتور یوشچنکو - رهبر حزب مخالف دولت - بود. وی در انتخابات ریاست‌جمهوری سال ۲۰۱۰ اوکراین در رتبه دوم قرار گرفت و در رقابتی بسیار نزدیک با ویکتور یانوکوویچ و تصاحب ۴۵٫۴۷٪ آراء در دور دوم انتخابت را واگذار کرد.
تیموشنکو کمی بعد در محاکمه‌ای جنجالی به اتهام سوء استفاده از قدرت و اختلاس به هفت سال زندان و ۱۸۸ میلیون دلار پرداخت غرامت محکوم شد. وی در ۲۲ فوریه ۲۰۱۴ از زندان آزاد شد. آزادی او با فشار دولت‌های غربی مقارن با اوج گرفتن انقلاب دیگری علیه یانوکوویچ در اوکراین بود که چند روز بعد به سرنگونی یانووکویچ از قدرت منتهی شد.
تیموشنکو پس از ورود به عرصه سیاست به فعالیت اقتصادی در صنعت گاز اوکراین مشغول بود و بر اساس برخی برآوردها یکی از ثروتمندترین افراد در این کشور است. یک‌پنجم کلِ ثروت اوکراین متعلق به خانم تیموشنکو بوده‌است.
وی در سال ۲۰۰۵ در رتبه سوم فهرست قدرت‌مندترین زنان جهان نشریه فوربز جای گرفت. وی همواره از طرفداران برقراری روابط نزدیکتر با کشورهای اروپایی و عضویت اوکراین در اتحادیه اروپا بوده‌است.

## پیشینه
تیموشنکو تحصیلات خود را در انستیتو معدن دنیپروپتروفسک آغاز کرده و در سال ۱۹۸۴ از دانشکده اقتصاد دانشگاه ملی دنیپروپتروفسک در رشته مهندسی سایبرنتیک مدرک تحصیلی لیسانس را دریافت کرد. وی در سال ۱۹۸۸ به همراه همسرش اولکساندر شرکتی را برپا کرد که پس از دست‌یابی اوکراین به استقلال در سال ۱۹۹۱، به قراردادهای دولتی روی آورد. تیموشنکو در میان سال‌های ۱۹۹۶ تا ۱۹۹۷ رئیس اتحادیه سامانه‌های انرژی اوکراین شد. وی در سال ۱۹۹۹ از پایان‌نامه دکترای خود در دانشگاه ملی اقتصاد کیف با عنوان «مقررات دولتی سیستم مالیاتی» دفاع کرد.

## نخست‌وزیری

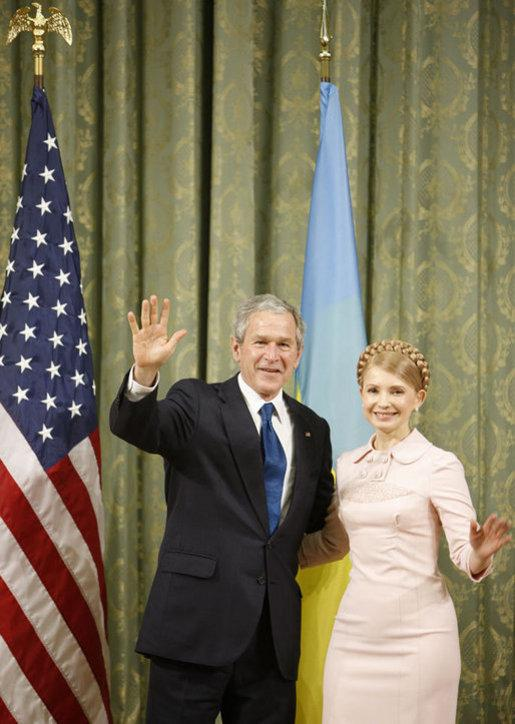
جرج دبلیو بوش سمت چپ و یولیا تیموشنکو سمت راست

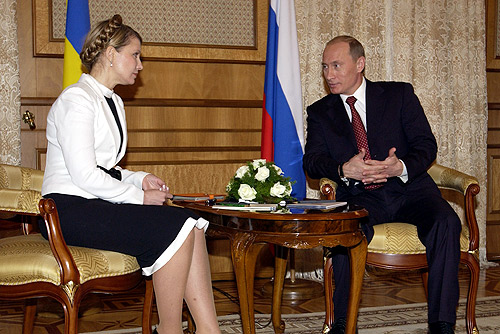
یولیا تیموشنکو سمت چپ و ولادمیر پوتین سمت راست

در تاریخ ۴ فوریه ۲۰۰۵ پارلمان اوکراین با اکثریت قاطع با پیشنهاد رئیس‌جمهور یوشچنکو برای نخست‌وزیری تیموشنکو موافقت کرد.
عضویت در اتحادیه اروپا، پیمان ناتو، آموزش و پرورش سکولار، احیای زبان اوکراینی و بازسازی سنت‌های ملی از مهم‌ترین برنامه‌های تیموشنکو به عنوان نخست‌وزیر است.

## محکومیت
روز ۱۹ مهر ۱۳۹۰ برابر با ۱۱ اکتبر ۲۰۱۱ دادگاهی در اوکراین، یولیا تیموشنکو را به اتهام تخطی از حدود اختیارات قانونی خود و صدور دستور امضا قرارداد انرژی میان اوکراین و روسیه به هفت سال زندان محکوم کرد. این قرارداد انرژی در سال ۲۰۰۹ بین شرکت اوکراین نقت و گازتو و شرکت روسی گازپروم امضا شد.
قاضی دادگاه گفته‌است که امضا این قرارداد و عملکرد خانم تیموشنکو حدود ۱۹۰ میلیون دلار به اوکراین زیان زده‌است.
دولت آمریکا و اتحادیه اروپا حتی پیش از برگزاری این جلسه دادگاه و صدور حکم خانم تیموشنکو در مورد احتمال دخالت‌های سیاسی در این پرونده ابراز نگرانی کرده بودند. برخی از مقام‌های اتحادیه اروپا نیز گفتند که اگر چنین حکمی علیه یولیا تیموشنکو صادر شود احتمال دارد که قراردادهای اقتصادی میان اوکراین و این اتحادیه را به خطر بیندازد. مقامات اتحاديه اروپا بارها به دولت اوكراين هشدار دادند كه اگر نخست وزير سابق اين كشور از زندان آزاد نشود، ‌كي‌يف بايد منتظر پيامدهایی باشد.

## آزار تیموشنکو در زندان
پس از زندانی شدن، تیموشنکو به دلیل سوءرفتار مأموران دست به اعتصاب غذا زد. همچنین تصاویری از او منتشر شد که در آن زخم‌هایی بر تنش دیده می‌شد، به گفته وی اوایل اردیبهشت ۱۳۹۱ در زندان مورد حمله و ضرب و شتم قرار گرفته‌است. مخالفان دولت اوکراین می‌گویند که سه مرد با حمله به یولیا تیموشنکو، با مشت به شکم او زده‌اند، ولی مقامات رسمی اوکراین این ادعا را رد می‌کنند.

## واکنش کشورهای اروپایی به سوء رفتار با تیموشنکو
روسای جمهور آلمان، ایتالیا، رومانی، اتریش و چند کشور دیگر در اعتراض به سوءرفتار با یولیا تیموشنکو، رهبر مخالفان و نخست‌وزیر سابق اوکراین که در زندان به سر می‌برد تصمیم به تحریم نشست سران اروپای شرقی و مرکزی گرفتند که به دنبال آن دولت اوکراین مجبور به لغو این نشست در در روزهای ۱۱ و ۱۲ ماه مه ۲۰۱۲ و موکول کردن آن به زمان دیگری شد. علاوه بر این چند کشور اروپایی تهدید کردند در صورتی که اوکراین رفتارش را با یولیا تیموشنکو تغییر ندهد، مسابقات فوتبال یورو ۲۰۱۲ (جام ملت‌های اروپا) به میزبانی اوکراین را هم تحریم خواهند کرد.

## آزادی از زندان

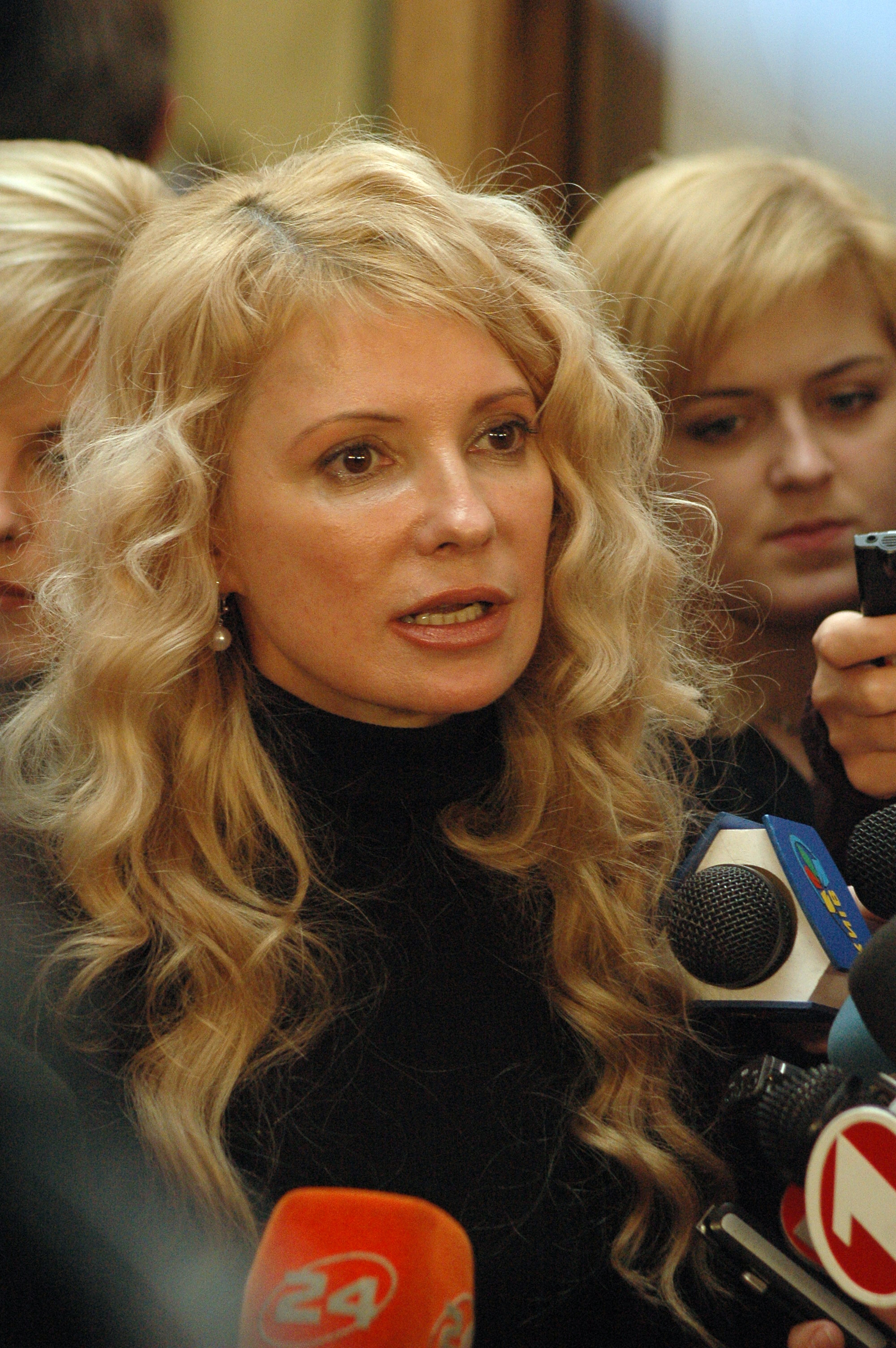
یولیا تیموشنکو

در ۲۱ فوریه ۲۰۱۴ در پی ادامه درگیری‌های مخالفان و موافقان دولت اوکراین و تسخیر کاخ ریاست جمهوری توسط مخالفان، پارلمان این کشور با بازگشت به قانون اساسی سال ۲۰۰۴ موافقت کردند که این طرح با ۳۲۵ رای موافق به تصویب رسید و راه برای آزادی تیموشنکو هموار شد.
همچنین پارلمان اوکراین به آزادی تیموشنکو از زندان نیز رای مثبت داد و در ساعاتی بعد در ۲۲ فوریه یولیا تیموشنکو از زندان آزاد شد.